# آنا اسکمانی
آنا ویشکایی اسکمانی (به انگلیسی: Anna Vishkaee Eskamani) سیاستمدار و عضو مجلس نمایندگان فلوریدا در کشور آمریکا است. او ۳۲ سال دارد و نخستین آمریکایی ایرانی‌تبار است که به مجلس نمایندگان فلوریدا راه می‌یابد. او از حزب دموکرات آمریکا با استاکتوت رویز از حزب جمهوریخواه در منطقه ۴۷ فلوریدا رقابت کرد. آن‌ها برای کرسی‌ای که تاکنون در اختیار مایک میلر از حزب جمهوریخواه بود رقابت کردند که اسکمانی در انتخابات ۶ نوامبر ۲۰۱۸ توانست با کسب ۵۷ درصد آرا در مقابل رقیب خود به پیروزی برسد.

## زندگی شخصی
آنا اسکمانی از پدر و مادری ایرانی در شهر اورلندو در ایالت فلوریدا به دنیا آمده‌است و دارای یک خواهر به نام آیدا و یک برادر به نام آریا است. او در ۱۳ سالگی مادر خود را در اثر ابتلا به سرطان از دست داد.
اسکمانی در دوره کارشناسی، علوم سیاسی و مطالعات زنان و در دوره کارشناسی ارشد، مدیریت سازمان‌های مردم‌نهاد و مدیریت دولتی خوانده‌است. او دانشجوی دوره دکتری است و در یکی از دانشگاه‌های فلوریدا تدریس می‌کند.
نازنین بنیادی هنرپیشه و کاوه مدنی معاون سابق سازمان محیط زیست ایران انتخاب او را در توییتر تبریک گفتند. تبریک مدنی از این جهت اهمیت دارد که ایرانیان دو تابعیتی در ایران مجاز به کار در مشاغل دولتی نیستند.